# Luchtvaartongeval

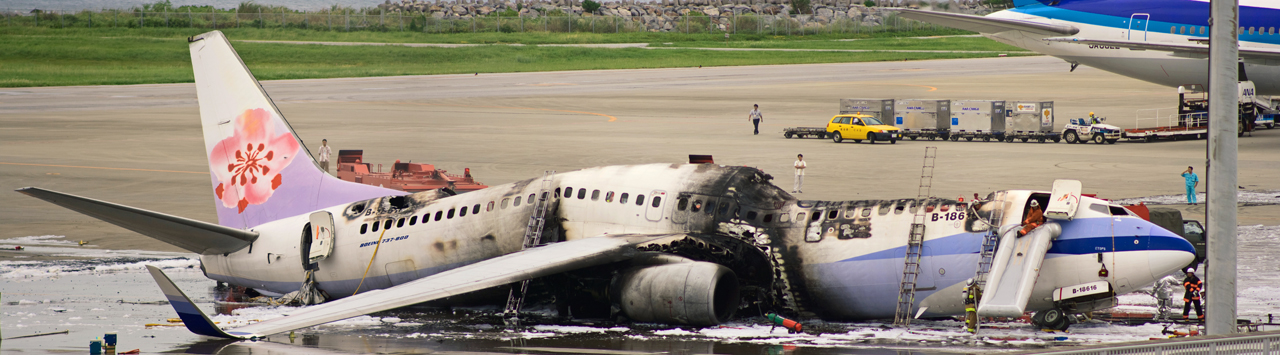
De resten van de Boeing 737-800 van China Airlines-vlucht 120 op de luchthaven van Naha, Japan, 20 augustus 2007

De term ongeval (Engels: accident) is in de luchtvaart strikt gedefinieerd door de Internationale Burgerluchtvaartorganisatie (ICAO) in haar Annex 13.
Als er geen sprake is van een ongeval, maar er heeft zich wel een onveilige situatie voorgedaan, dan spreekt men van een luchtvaartincident.

## Definitie
Een ongeval is een voorval dat voorkomt uit de operatie van een vliegtuig, en dat plaatsvindt tussen het tijdstip waarop een persoon aan boord van een vliegtuig gaat met de bedoeling er een vlucht mee te maken, en het tijdstip waarop de persoon het toestel na een vlucht weer verlaat, en waarbij:
- a. de persoon dodelijk of ernstig gewond raakt als gevolg van:
  - het aanwezig zijn in het vliegtuig, of
  - direct contact met enig onderdeel van het vliegtuig, met inbegrip van onderdelen die losgekomen zijn van het vliegtuig,
  - directe blootstelling aan jet blast,

behalve wanneer de verwondingen van natuurlijke aard zijn, door de persoon zelf of door andere personen toegebracht, of wanneer de gewonde een verstekeling is die zich verborgen houdt buiten de ruimten waar normaal gesproken bemanning en passagiers zich bevinden; of
- b. het vliegtuig ernstige schade of constructieve schade oploopt die:
  - de sterkte van de structuur, de prestatie of vluchtkarakteristieken nadelig beïnvloedt, en
  - die normaal gesproken een grote reparatie of vervanging van het betreffende onderdeel zou vragen,

behalve in het geval van schade aan of falen van de motor, mits de schade beperkt blijft tot de motor, de inlaat, of onderdelen van de motor, of voor schade die beperkt blijft tot propellers, vleugeltippen, antennes, banden, remmen, kappen, kleine deukjes of gaatjes in de huid van het vliegtuig, of
- c. het vliegtuig wordt vermist of niet bereikt kan worden.

Hierbij wordt een verwonding die binnen dertig dagen na het ongeval tot de dood leidt, door ICAO gedefinieerd als een dodelijke verwonding. Alleen een ongeval waarbij ten minste één persoon dodelijke verwondingen oploopt, wordt in de luchtvaart een fataal ongeval genoemd.

## Ongevalsstatistieken
In de luchtvaart worden alle ongevallen en ernstige incidenten onderzocht door daartoe opgeleide en bevoegde onderzoekers, met als doel uit het voorval lessen te trekken ter verbetering van de veiligheid in de luchtvaart.
Van de resultaten van alle veiligheidsonderzoeken die wereldwijd zijn uitgevoerd, worden uitgebreide statistieken bijgehouden. Zo kan niet alleen geleerd worden van de resultaten van één enkel voorval, maar kunnen ook trends herkend worden, om vervolgens daarop te acteren. Als een, op zichzelf klein, voorval zich zeer vaak voordoet, zullen de luchtvaartautoriteiten hier toch tegen optreden.
De statistieken die worden bijgehouden, maken het mogelijk om verschillende doorsnijdingen te maken, waarmee de causaliteit van bepaalde feiten kan worden onderzocht. Zo maakt men onder andere doorsnijdingen naar vluchtfase, vliegtuiggeneratie, land van herkomst van de luchtvaartmaatschappij, plaats van optreden van het voorval, toezichthoudende luchtvaartautoriteit, en type operatie (vracht- of passagiersvervoer).
Tussen 1989 en 2003 eindigde wereldwijd van iedere miljoen vluchten uitgevoerd met straalvliegtuigen er 0,70 in een fataal ongeval. De maatschappijen uit de Europese staten presteerden nog beter, met een getal van 0,15 fatale ongevallen per miljoen vluchten. Voor  propellervliegtuigen liggen deze getallen iets hoger, namelijk respectievelijk 2,26 en 1,01 [bron: IVW].
Van alle fatale ongevallen tussen 1989 en 2003 vond 56% plaats tijdens de landingsfase, 33% tijdens de startfase, en 11% tijdens de en-routevluchtfase [bron: IVW].
Over dezelfde periode (1989-2003) laat een vergelijking tussen passagiers- en vrachtvluchten zien dat wereldwijd voor iedere miljoen vluchten 0,83 passagiersvluchten en 6,85 vrachtvluchten in een fataal ongeval resulteerden. De getallen voor Europese maatschappijen zijn opnieuw lager (resp. 0,27 en 3,60) [bron: IVW].
De doorsnijding naar vliegtuiggeneratie laat zien dat modernere toestellen minder vaak betrokken zijn bij ongevallen. Voor generatie 1 t/m 3 is het getal achtereenvolgens 10,3, 0,9 en 0,4 fatale ongevallen per miljoen vluchten, opnieuw gerekend over de periode 1989-2003 [bron: IVW].